# Закликов
Заклѝков или Закликув (на полски: Zaklików) е град в Югоизточна Полша, Подкарпатско войводство, Стальововолски окръг. Административен център е на градско-селската Закликовска община. Заема площ от 11,42 км2. На 1 януари 2014 г. влиза в сила решение на министерски съвет, с което селището получава градски статут.

## Население
Според данни от полската Централна статистическа служба, към 1 януари 2014 г. населението на града възлиза на 3 039 души. Гъстотата е 266 души/км2.